# Françoise Leroux
Pour les articles homonymes, voir Leroux.
Françoise Leroux, née Philippe le 4 octobre 1961 à Limoges, est une athlète française, spécialiste des épreuves de sprint.

## Biographie

### Carrière
Elle est licenciée au CA Marignane SA.
Elle est notamment finaliste olympique par équipe en 1988.

### International
| Date | Compétition             | Lieu       | Résultat | Épreuve   |
| ---- | ----------------------- | ---------- | -------- | --------- |
| 1986 | Championnats d'Europe   | Stuttgart  | 4e       | 4 × 100 m |
| 1987 | Championnats du monde   | Rome       | 8e       | 4 × 100 m |
| 1988 | Jeux olympiques         | Séoul      | 7e       | 4 × 100 m |
| 1989 | Jeux de la Francophonie | Casablanca | 1re      | 4 × 100 m |
| 1989 | Jeux de la Francophonie | Casablanca | 5e       | 100 m     |